# Обдурений
Обдурений (англ. The Beguiled) — американський фільм 1971 року режисера Дона Сігела.

## Сюжет
Поранений капрал армії Півночі Джон Макберні був врятований від смерті 13-річною дівчинкою зі школи-інтернату. Жінки в інтернаті ненавидять янкі, але кинути людину вмирати вони теж не можуть. Жіночий колектив доглядає за ним і робить все для його лікування. Незабаром Джон починає одужувати й розуміє, в яке благодатне місце його привела доля. Одна за одною дівчата опиняються зачаровані привабливим чоловіком. Поступово атмосфера в школі загострюється — кожна мріє завоювати прихильність Джона. Жінки стають дуже ревнивими, жорстокими й злими. Але капралу це тільки на користь.

## У ролях
| Актор              | Роль          |
| ------------------ | ------------- |
| Клінт Іствуд       | Джон Макберні |
| Джеральдін Пейдж   | Марта         |
| Елізабет Гартман   | Едвіна        |
| Джо Енн Гарріс     | Керол         |
| Дарлін Карр        | Доріс         |
| Мей Мерсер         | Геллі         |
| Памелін Фердін     | Емі           |
| Мелоді Томас Скотт | Абігайль      |
| Пеггі Дріер        | Лізі          |
| Патрісія Меттік    | Джені         |